# Princess of China
A Princess of China a Coldplay alternatív rockegyüttes dala. A felvételen Rihanna barbadosi énekesnő is közreműködött. A csapat ötödik, Mylo Xyloto című albumán kapott helyet, 2012. február 14-én jelent meg. Az együttes tagjai, Guy Berryman, Jonny Buckland, Will Champion, és Chris Martin írták a számot, Brian Eno mellett. Zeneileg R&B és elektropop elemekből épül fel. A kritikusokat megosztotta a szerzemény, egyesek Martin és Rihanna közös munkáját dicsérték, mások a barbadosi énekesnő teljesítményével nem voltak elégedettek. A szám február 14-én jelent meg az album negyedik kislemezeként. A dalt a Coldplay és Rihanna közösen adta elő az 54. Grammy-díjátadón.

## Háttér
2011. szeptember 20-án, egy interjú során Chris Martin, az együttes egyik tagja megerősítette, hogy felvettek egy dalt Rihannával, és hogy ez ötödik lemezükön (Mylo Xyloto) is rajta lesz. Martin azt is említette, hogy egy számot kifejezetten az énekesnő számára írt: "Előjöttünk az ötlettel, megkértük őt, hogy énekelje el velünk, és nagy meglepetésünkre igent mondott." Arról is beszélt, hogy ez a felvétel a csapat kedvence az albumról.
Egy holland rádión 2011. október 16-án debütált a felvétel, majd az együttes VEVO csatornájára is felkerült, rövidesen viszont az EMI (kiadó) eltávolította. Október 25-én jelent meg az iTunes kínálatában.

## Videóklip
A Princess of China videóját 2012. március 22-én és 23-án forgatták le Los Angelesben.

## Slágerlistás helyezések
| Slágerlista (2011)             | Legjobb helyezés |
| ------------------------------ | ---------------- |
| Ír kislemezlista               | 22               |
| Belga kislemezlista (Vallónia) | 45               |
| Brit kislemezlista             | 35               |
| US Billboard Hot 100           | 20               |

## Megjelenések
| Ország           | Dátum             | Formátum           | Kiadó      |
| ---------------- | ----------------- | ------------------ | ---------- |
| Egyesült Államok | 2012. február 14. | Digitális letöltés | Parlophone |

## Fordítás
Ez a szócikk részben vagy egészben  a   Princess of China című angol Wikipédia-szócikk fordításán alapul.  Az eredeti cikk szerkesztőit annak laptörténete sorolja fel. Ez a jelzés csupán a megfogalmazás eredetét és a szerzői jogokat jelzi, nem szolgál a cikkben szereplő információk forrásmegjelöléseként.